# Allium glandulosum
Espèce
Classification APG III (2009)
Statut de conservation UICN

 LC  : Préoccupation mineure
Allium glandulosum, est une espèce de plante bulbeuse vivace du genre Allium, appartenant à la famille des amaryllidaceae, de l'ordre des Asparagales.

## Description
Cette plante fait des petits tubercules. Les feuilles sont longues, vert foncé. De petits tiges portent les fleurs rouge-pourpre avec des bords blancs, parfois blancs avec du bleu.

## Répartition et habitat
Originaire du Mexique, Allium glandulum se développe dans des climats chauds et semi-chauds, à une altitude de 200 et 700 mètres. Elle pousse naturellement au Mexique, au Guatemala et au Honduras ainsi que dans les États de l'Arizona, du Nouveau-Mexique et du Texas, aux États-Unis.

## Utilisation et propriétés
Plante cultivée sur les terres agricoles et dans les jardins familiaux. 
Dans l'État d'Hidalgo, Allium glandulum est utilisé pour soigner le rhume, traiter la toux chronique, la circulation sanguine et la tuberculose. À Oaxaca, il est utilisé pour abaisser la fièvre